# 홍청자

## 활동
1946년 박시춘(朴是春)악단, 1949년 갈매기악극단, 1950년 국도(國都)악극단에서 활동했고, K.P.K악단에서 활동하기도 했다.